# Litargirio
Il litargirio, dal greco λίθος (líthos, “pietra”) + αργυρός (argurós/argyrós, “argento”), è una delle forme minerali naturali dell'ossido di piombo(II), PbO.

## Origine e giacitura
È un minerale secondario che si forma per ossidazione del minerale galena ed appare come patina o forma incrostazioni con struttura cristallina tetragonale.

## Forma in cui si presenta in natura
È dimorfo con la forma ortorombica massicot. Le incrostazioni di litargirio sono gialle, tenere (durezza di Mohs pari a 2), di apparenza cerosa e di elevata gravità specifica (9,14-9,35).

## Usi
È usato anche come pigmento pittorico sia sintetico che naturale fin dai tempi degli Egizi. Come pigmento è conosciuto anche con i nomi: spuma argenti, giallo ossido di piombo e giallo di piombo.  
Fu usato nella pittura antica come siccativo, addizionandolo agli olii dal 4 al 6%.

## Sintesi
Si può preparare per riscaldamento del piombo metallico fuso in aria a 600 °C, temperatura alla quale tutti gli altri ossidi di piombo si convertono a litargirio. Spesso la preparazione è fatta soffiando aria, mediante dei mantici, sul piombo fuso. L'ossido di piombo che si forma ricade in un recipiente dove solidifica velocemente in scaglie minute.